# آنو کوای
آنو کوای (انگلیسی: Ano Kuwai؛ زادهٔ ۲۰ اکتبر ۱۹۸۹) بازیکن راگبی ۷ نفره زن اهل ژاپن است.
وی در مسابقات کشوری و بین‌المللی در مجموع برندهٔ ۱ مدال طلا، ۱ مدال نقره شده‌است.